# Seaman (Ohio)
Seaman es una villa ubicada en el condado de Adams en el estado estadounidense de Ohio. En el Censo de 2010 tenía una población de 944 habitantes y una densidad poblacional de 341,59 personas por km².

## Geografía
Seaman se encuentra ubicada en las coordenadas 38°55′51″N 83°34′4″O / 38.93083, -83.56778. Según la Oficina del Censo de los Estados Unidos, Seaman tiene una superficie total de 2.76 km², de la cual 2.76 km² corresponden a tierra firme y (0%) 0 km² es agua.

## Demografía
Según el censo de 2010, había 944 personas residiendo en Seaman. La densidad de población era de 341,59 hab./km². De los 944 habitantes, Seaman estaba compuesto por el 97.78% blancos, el 0.11% eran afroamericanos, el 0.32% eran amerindios, el 0.11% eran asiáticos, el 0% eran isleños del Pacífico, el 0.32% eran de otras razas y el 1.38% pertenecían a dos o más razas. Del total de la población el 1.27% eran hispanos o latinos de cualquier raza.